# Volkswagen Golf VI
Volkswagen Golf VI (type 1K) var den sjette modelgeneration af den lille mellemklassebil Volkswagen Golf, som kom på markedet i oktober 2008.
Der blev i alt bygget 2.850.000 enheder af denne type.
I november 2012 blev Golf VI afløst af Golf VII, som er baseret på en nyudviklet platform ("MQB").
Golf VI svarede på grundlag af PQ35-platformen i vidt omfang til forgængeren Golf V. Udover den 3- og 5-dørs hatchback fandtes der også den kompakte MPV Golf Plus og stationcaren Golf Variant, og siden foråret 2011 også den nyudviklede Golf Cabriolet.

## Modelhistorie
I oktober 2008 blev Golf VI introduceret. I modsætning til sin forgænger, Golf V, var front- og bagpartiet modificeret, ligesom døre og tag såvel som for- og baglygterne. Indvendigt var rattet samt betjeningselementerne til klimaanlæg og radio også blevet ændret. Sikkerhedsudstyret blev udvidet med en knæairbag til føreren. Derudover var støjdæmpningen takket være en isoleringsfolie i forruden samt bedre tætninger i døre og sideruder forbedret i forhold til forgængeren. Den i Golf IV introducerede blå instrumentbelysning blev ændret til hvid.
I Euro NCAPs kollisionstest fik Golf Limousine fem stjerner for personsikkerhed (36 ud af 37 point). I vurderingen af børnesikkerhed opnåede modellen fire ud af fem stjerner (41 ud af 49 point). For fodgængersikkerhed fik Golf med 22 ud af 36 point tre ud af fire stjerner. De andre karrosserivarianter blev ikke testet.
Den 10. november 2012 kom efterfølgeren Golf VII på markedet som tre- og femdørs hatchback. Golf VI blev dog alligevel fortsat produceret frem til december 2012.

## Udstyr
Bilen var som standard udstyret med to frontairbags, to sideairbags, hoved/skulder-airbags ved rudefladerne og en knæairbag til føreren, og kunne mod merpris udstyres med sideairbags bagi. Derudover kunne bilen udstyres med parkeringsassistent i forbindelse med bakkamera samt den adaptive undervognsregulering DCC til automatisk justering af støddæmperne og et indirekte dæktrykskontrolsystem. Bi-xenonforlygter kunne bestilles som ekstraudstyr i forbindelse med dynamisk kurvelys. Ekstraudstyrslisten omfattede ligeledes baglygter med LED-teknik (standard på Golf R, og fra 2012 også på Golf GTI og GTD).
Den enkleste udstyrsvariant hed Trendline, og var udstyret med klimaanlægget Climatic. Den mellemste udstyrsvariant med navnet Comfortline havde bl.a. sæder med lændehvirvelstøtte og højdejusterbart passagersæde, parkeringshjælp foran og bagi og cd-afspiller med højttalere foran. Den højeste udstyrsvariant Highline havde opvarmelige sportssæder foran, automatisk klimaanlæg Climatronic med adskilt temperaturregulering for fører og forsædepassager, tågeforlygter med statistisk kurvelys og 17" alufælge med bredere dæk.

## Specialmodeller
Golf VI kom i løbet af sin fireårige byggetid i flere forskellige specialudgaver.
Mellem december 2009 og december 2010 fandtes specialmodellen TEAM, som var baseret på Comfortline. Til standardudstyret hørte bl.a. tonede ruder fra B-søjlen, 16" alufælge, sædevarme og fartpilot. Denne model kunne kendes på skrifttrækket på C-søjlen.
I januar 2011 blev Golf TEAM afløst af Golf STYLE, som nu var baseret på basismodellen Trendline. STYLE adskilte sig fra den normale Trendline med bl.a. de på B-søjlen monterede mærkater samt sorte sidespejle, vinterpakke, lys- og synspakke, tågeforlygter, klimaanlæg Climatronic og flere andre udstyrsdetaljer.
STYLE blev i december 2011 afløst af MATCH, som også var baseret på Trendline og havde et udstyrsomfang svarende til forgængeren.
Den samtidigt introducerede Golf move kunne også kombineres med nogle af de mindre motorer. move kunne udefra kendes på kølergrillen og tågeforlygterne, som begge var pyntet med krom samt de afmørkede baglygter. Skrifttrækket var monteret på C-søjlen.
I ca. 4100 eksemplarer kom Golf GTI adidas på markedet i maj 2010. Den havde samme motor som den normale GTI, men en del ekstraudstyr som f.eks. bi-xenonforlygter, afmørkede LED-baglygter fra Golf R, 18" alufælge, dørindstigningslister og dellædersæder i adidas-design. GTI adidas fandtes kun i farverne unisort, tornadorød og oryxhvid.
Til Golf GTI's 35-års jubilæum kom den i juni 2011 i en specialmodel, GTI Edition 35. Denne model kunne udefra kendes på de modificerede kofangere og "35"-skrittrækkene på forskærmene. Dette tal gik i kabinen igen på nakkestøtter, indtræksmidterbaner og indstigningslister. Motoren var ikke den fra den almindelige GTI kendte 2,0-liters benzinturbomotor (EA888), men derimod den ligeledes 2,0-liters turbomotor fra forgængeren (EA113), som ydede 172 kW (235 hk) i stedet for den almindelige GTI's 155 kW (210 hk). EA113-motoren blev også benyttet i Golf R i en effektøget version med 199 kW (270 hk) og havde tandremstræk til knastakslerne, hvor EA888 havde kædetræk.
- VW Golf TEAM (2009–2010)
- Bagfra
- VW Golf STYLE (2011)
- Bagfra
- VW Golf MATCH (2011–2012)
- Bagfra
- VW Golf move (2011–2012)
- Bagfra

## Motorer
Næsten hele motorprogrammet opfyldte udstødningsnormen Euro5; den eneste undtagelse var autogasmodellen, som kun opfyldte Euro4. Ikke alle motorer kunne kombineres med alle udstyrsvarianter. For første gang siden tredje generation fandtes Golf ikke længere med VR6-motor, da Golf R i stedet var udstyret med en turboladet, firecylindret motor.

### Benzinmotorer
Golf VI fandtes med tre forskellige benzinmotorer på 1,4 liter med 59 kW (80 hk), 90 kW (122 hk) og 118 kW (160 hk). 122 hk- og 160 hk-motorerne var TSI-motorer med direkte indsprøjtning og turbolader hhv. turbolader og kompressor. I marts 2009 kom Golf GTI med 2,0-liters TSI-motor med turbolader og 155 kW (211 hk) på markedet. I slutningen af 2009 blev modelprogrammet udvidet med en ligeledes med turbolader udstyret 1,2-liters TSI-motor med 77 kW (105 hk), som til modelåret 2011 blev suppleret af en svagere variant med 63 kW (85 hk).
På Frankfurt Motor Show 2009 blev Golf R introduceret som efterfølger for Golf R32. Bilen var udstyret med en 2,0-liters TSI-motor med turbolader med en maksimal effekt på 199 kW (270 hk) og et maksimalt drejningsmoment på 350 Nm. Denne motor var dermed den hidtil stærkeste i en serieproduceret Golf.
I forbindelse med overgangen til trykladede motorer hos Volkswagen udgik den oprindeligt valgbare 1,6-liters benzinmotor med 75 kW (102 hk) til modelåret 2011. Den på EA827-blokken baserede motor kunne dermed efter over 20 år ikke længere fås i en Volkswagen Golf, men fortsatte dog i Golf BiFuel. Herefter var 1,4-liters benzinmotoren med 59 kW (80 hk) den sidste benzinmotor i Golf, som ikke havde turbolader og direkte indsprøjtning.
Udenfor Europa fandtes Golf VI med en femcylindret 2,5-liters benzinmotor med ca. 170 hk. Denne motor var i forhold til de mere moderne TSI-motorer mindre økonomisk, men også betydeligt mere robust.

### Alternative brændstoffer
Fra starten af 2009 kunne Golf VI i udstyrsvarianterne Trendline og Comfortline fås med 1,6-liters benzinmotor med 75 kW (102 hk) i BiFuel-udgave, som kunne tankes med både benzin og autogas. Bilen havde udover den normale brændstoftank på 55 liter en 38-liters autogastank i reservehjulsbrønden. Den til højere termiske belastninger tilpassede motorer opfyldt Euro4, og ydede i autogasdrift 72 kW (98 hk).

### Dieselmotorer
Alle dieselmotorerne havde commonrail-indsprøjtning og partikelfilter som standardudstyr.
2,0 TDI-motoren fandtes i to varianter: med 103 kW (140 hk) og fra maj 2009 også med 125 kW (170 hk). Denne indtil videre stærkeste dieselmotor kunne dog kun leveres i kombination med modelvarianten GTD. 2,0 TDI-motoren med 81 kW (110 hk) blev i 2009 afløst af 1,6 TDI.
Fra maj 2009 kunne Golf leveres med en 1,6-liters TDI-motor med 66 kW (90 hk) (kun i nogle eksportlande, herunder Danmark) og 77 kW (105 hk). Sidstnævnte kunne som ekstraudstyr fås med en BlueMotion Technology-pakke, som reducerede bilens brændstofforbrug. Yderligere nyheder i maj 2009 var 2,0 TDI 103 kW (140 hk) og 1,6 TDI 77 kW (105 hk) Variant med 4Motion-firehjulstræk. Fra oktober 2009 kunne den med 1,6 TDI-motoren udstyrede Golf BlueMotion, som ved hjælp af start/stop-system og bremseenergigenvinding kunne tilbyde et yderligere reduceret brændstofforbrug, leveres.

## Golf Blue-e-Motion
Bilerne i Volkswagens Testflotte Elektromobilität var femdørs Golf'er, som blev drevet udelukkende af synkronmotorer. Med en vægt på 1455 kg var bilen 200 kg tungere end en lige så stærk dieselmodel med TDI-motor. Lithium-ion-akkumulatoren med en spænding på 324 volt og en lagringskapacitet på 26,5 kWh bestod af 180 celler i 30 pakker, som var monteret under bagagerummet (herefter med en kapacitet på 275 liter), under bagsædet samt i midtertunnelen. En separat køleenhed sørgede for en konstant varmebalance. Ved hjælp af to stikdåser bag "tankdækslet" og Volkswagen-emblemet i kølergrillen kunne akkumulatoren lades med 230 volt-netspænding. Ved opbremsning kunne − i tre trin − kinetisk energi (gen)omdannes til elektrisk energi (rekuperation) for at øge bilens rækkevidde. Solceller på bilens tag opladede akkumulatoren, og øgede ved stillestående bil udluftningen for afkøling af kabinen. Bilen havde opvarmelig forrude og sædevarme, og gik i serieproduktion i 2014 på basis af Golf VII.

### Præstationer
Motoren med en maksimal effekt på 85 kW (115 hk) (konstant ydelse 50 kW (68 hk)) havde et drejningsmoment på 270 Nm. Bilen kunne på én opladning køre op til 150 km. Hvis føreren ønskede den maksimale rækkevidde, kunne bilen køre med maksimalt 60 kW (82 hk), topfarten var begrænset og ekstra strømforbrugere som f.eks. klimaanlæg blev reguleret. Ved fuld effekt lå topfarten på 135 km/t, og accelerationen fra 0 til 100 km/t tog 11,8 sek.

## Golf Variant
Golf VI Variant benyttede ligesom den almindelige Golf VI PQ35-platformen, på hvilken Golf V (Limousine og Variant) allerede var baseret. Modellen kom på markedet i midten af maj 2009, og fandtes med ni forskellige motorer.
Produktionen af Golf VI Variant blev indstillet i april 2013.
- VW Golf Variant (2009–2013)
- Bagfra
- Interiør

## Golf Cabriolet
I juni 2011 kom Golf VI Cabriolet, som bygges hos Volkswagen Osnabrück (tidligere Karmann), på markedet. Modellen findes med fem forskellige motorer, benzinmotorerne 1,2 TSI 77 kW (105 hk) og 1,4 TSI 90 kW (122 hk) hhv. 118 kW (160 hk) samt dieselmotorerne 1,6 TDI 77 kW (105 hk) og 2,0 TDI 103 kW (140 hk). I april 2012 blev modelprogrammet udvidet med 2,0 TSI 155 kW (210 hk) i Golf Cabriolet GTI. Topmodellen Golf R Cabriolet kom på markedet i februar 2013 med 2,0 TSI 195 kW (265 hk).
- VW Golf Cabriolet (2011−)
- Bagfra

## Tekniske data

### Benzinmotorer
|                                                | 1.2 TSI                         | 1.2 TSI                         | 1.2 TSI BlueMotion Technology   | 1.4                 | 1.4 TSI                         | 1.4 TSI                         | 1.6                             | 1.6 MultiFuel            | 1.6 BiFuel1         | 1.8 T                           | GTI                             | GTI "Edition 35"                | R                               |
| Byggeperiode                                   | 6/2010−12/2012                  | 11/2009−12/2012                 | 11/2009−12/2012                 | 10/2008−12/2012     | 10/2008−12/2012                 | 10/2008−12/2012                 | 10/2008−5/2010                  | 5/2010–12/2012           | 3/2009−12/2012      | 6/2009−11/2009                  | 3/2009−12/2012                  | 5/2011−12/2012                  | 12/2009−12/2012                 |
| Motordata                                      |                                 |                                 |                                 |                     |                                 |                                 |                                 |                          |                     |                                 |                                 |                                 |                                 |
| Motorkendebogstaver                            | CBZA                            | CBZB                            | CBZB                            | CGGA                | CAXA                            | CAVD                            | BSE, BSF, CCSA                  | CMXA                     | CHGA                | CDAA                            | CCZB                            | CDLG                            | CDLF                            |
| Motortype                                      | R4-benzinmotor                  | R4-benzinmotor                  | R4-benzinmotor                  | R4-benzinmotor      | R4-benzinmotor                  | R4-benzinmotor                  | R4-benzinmotor                  | R4-benzinmotor           | R4-benzinmotor      | R4-benzinmotor                  | R4-benzinmotor                  | R4-benzinmotor                  | R4-benzinmotor                  |
| Antal ventiler pr. cylinder                    | 2                               | 2                               | 2                               | 4                   | 4                               | 4                               | 2                               | 2                        | 2                   | 4                               | 4                               | 4                               | 4                               |
| Ventilstyring                                  | OHC, kæde                       | OHC, kæde                       | OHC, kæde                       | DOHC, tandrem       | DOHC, kæde                      | DOHC, kæde                      | OHC, tandrem                    | OHC, tandrem             | OHC, tandrem        | DOHC, kæde                      | DOHC, kæde                      | DOHC, tandrem                   | DOHC, tandrem                   |
| Fødesystem                                     | Direkte                         | Direkte                         | Direkte                         | Multipoint          | Direkte                         | Direkte                         | Multipoint                      | Multipoint               | Multipoint          | Direkte                         | Direkte                         | Direkte                         | Direkte                         |
| Trykladning                                    | Turbolader, ladeluftkøler       | Turbolader, ladeluftkøler       | Turbolader, ladeluftkøler       | –                   | Turbolader, ladeluftkøler       | Turbolader, ladeluftkøler       | –                               | –                        | –                   | Turbolader, ladeluftkøler       | Turbolader, ladeluftkøler       | Turbolader, ladeluftkøler       | Turbolader, ladeluftkøler       |
| Køling                                         | Vandkøling                      | Vandkøling                      | Vandkøling                      | Vandkøling          | Vandkøling                      | Vandkøling                      | Vandkøling                      | Vandkøling               | Vandkøling          | Vandkøling                      | Vandkøling                      | Vandkøling                      | Vandkøling                      |
| Boring × slaglængde                            | 71,0 × 75,6 mm                  | 71,0 × 75,6 mm                  | 71,0 × 75,6 mm                  | 76,5 × 75,6 mm      | 76,5 × 75,6 mm                  | 76,5 × 75,6 mm                  | 81,0 × 77,4 mm                  | 81,0 × 77,4 mm           | 81,0 × 77,4 mm      | 82,5 × 84,2 mm                  | 82,5 × 92,8 mm                  | 82,5 × 92,8 mm                  | 82,5 × 92,8 mm                  |
| Slagvolume                                     | 1197 cm³                        | 1197 cm³                        | 1197 cm³                        | 1390 cm³            | 1390 cm³                        | 1390 cm³                        | 1595 cm³                        | 1595 cm³                 | 1595 cm³            | 1798 cm³                        | 1984 cm³                        | 1984 cm³                        | 1984 cm³                        |
| Kompressionsforhold                            | 10,0:1                          | 10,0:1                          | 10,0:1                          | 10,5:1              | 10,0:1                          | 10,0:1                          | 10,5:1                          | 10,5:1                   | 10,3:1              | 9,8:1                           | 9,6:1                           |                                 | 9,8:1                           |
| Maks. effekt ved omdr./min.                    | 63 kW (86 hk) /4800             | 77 kW (105 hk) /5000            | 77 kW (105 hk) /5000            | 59 kW (80 hk) /5000 | 90 kW (122 hk) /5000            | 118 kW (160 hk) /5800           | 75 kW (102 hk) /5600            | 75 kW (102 hk) /5600     | 72 kW (98 hk) /5600 | 118 kW (160 hk) /4500−6200      | 155 kW (211 hk) /5300−6200      | 173 kW (235 hk) /5500−6300      | 199 kW (271 hk) /6000           |
| Maks. drejningsmoment ved omdr./min.           | 160 Nm /1500−3500               | 175 Nm /1550−4100               | 175 Nm /1550−4100               | 132 Nm /3800        | 200 Nm /1500−4000               | 240 Nm /1500−4500               | 148 Nm /3800                    | 148 Nm /3800             | 144 Nm /3800        | 250 Nm /1500−4200               | 280 Nm /1700−5200               | 300 Nm /2200−5500               | 350 Nm /2500−5000               |
| Udstødningsnorm                                | Euro5                           | Euro5                           | Euro5                           | Euro5               | Euro5                           | Euro5                           | Euro5                           | Euro5                    | Euro4               | Euro5                           | Euro5                           | Euro5                           | Euro5                           |
| Kraftoverførsel                                |                                 |                                 |                                 |                     |                                 |                                 |                                 |                          |                     |                                 |                                 |                                 |                                 |
| Drivende hjul                                  | Forhjul                         | Forhjul                         | Forhjul                         | Forhjul             | Forhjul                         | Forhjul                         | Forhjul                         | Forhjul                  | Forhjul             | Forhjul                         | Forhjul                         | Forhjul                         | Alle                            |
| Gearkasse (standardudstyr)                     | 5-trins manuel                  | 6-trins manuel                  | 6-trins manuel                  | 5-trins manuel      | 6-trins manuel                  | 6-trins manuel                  | 5-trins manuel                  | 5-trins manuel           | 5-trins manuel      | 6-trins manuel                  | 6-trins manuel                  | 6-trins manuel                  | 6-trins manuel                  |
| Gearkasse (ekstraudstyr)                       | 7-trins DSG                     | 7-trins DSG                     | 7-trins DSG                     | –                   | 7-trins DSG                     | 7-trins DSG                     | 7-trins DSG                     | –                        | –                   | 7-trins DSG                     | 6-trins DSG                     | 6-trins DSG                     | 6-trins DSG                     |
| Præstationer2                                  |                                 |                                 |                                 |                     |                                 |                                 |                                 |                          |                     |                                 |                                 |                                 |                                 |
| Topfart                                        | 178 km/t                        | 190 km/t                        | 190 km/t                        | 172 km/t            | 200 km/t                        | 220 km/t                        | 188 km/t                        | 188 km/t                 | 185 km/t            | 220 km/t                        | 240 km/t (238 km/t)             | 247 km/t (246 km/t)             | 250 km/t                        |
| Acceleration 0-100 km/t                        | 12,3 sek.                       | 10,5 sek.                       | 10,5 sek.                       | 13,9 sek.           | 9,5 sek.                        | 8,0 sek.                        | 11,3 sek.                       | 11,3 sek.                | 12,1 sek.           | 8,0 sek.                        | 6,9 sek.                        | 6,6 sek.                        | 5,7 sek. (5,5 sek.)             |
| Brændstofforbrug pr. 100 km ved blandet kørsel | 5,5 liter (5,8 liter) Blyfri 95 | 5,7 liter (5,8 liter) Blyfri 95 | 5,2 liter (5,3 liter) Blyfri 95 | 6,4 liter Blyfri 95 | 6,2 liter (6,0 liter) Blyfri 95 | 6,3 liter (6,0 liter) Blyfri 95 | 7,1 liter (6,7 liter) Blyfri 95 | 7,1 liter Blyfri 95/ E85 | 8,9 kg Autogas      | 6,8 liter (6,6 liter) Blyfri 98 | 7,3 liter (7,4 liter) Blyfri 98 | 8,1 liter (8,0 liter) Blyfri 98 | 8,5 liter (8,4 liter) Blyfri 98 |
| CO2-udslip ved blandet kørsel                  | 129 g/km (134 g/km)             | 134 g/km                        | 121 g/km (123 g/km)             | 149 g/km            | 144 g/km (138 g/km)             | 145 g/km (139 g/km)             | 166 g/km (157 g/km)             | 162 g/km                 | 149 g/km            | 159 g/km (155 g/km)             | 170 g/km (173 g/km)             | 189 g/km (185 g/km)             | 199 g/km (195 g/km)             |

Samtlige versioner med benzinmotor er E10-kompatible.

### Dieselmotorer
|                                                | 1.6 TDI                   | 1.6 TDI                      | 1.6 TDI BlueMotion Technology | 1.6 TDI BlueMotion        | 2.0 TDI                      | 2.0 TDI BlueMotion Technology | 2.0 TDI                                  | 2.0 TDI BlueMotion Technology | GTD                          |
| Byggeperiode                                   | 5/2009−12/2012            | 5/2009−12/2012               | 6/2009−12/2012                | 10/2009−12/2012           | 10/2008−6/2009               | 10/2008−6/2009                | 10/2008−12/2012                          | 4/2010−12/2012                | 5/2009−12/2012               |
| Motordata                                      |                           |                              |                               |                           |                              |                               |                                          |                               |                              |
| Motorkendebogstaver                            | CAYB                      | CAYC                         | CAYC                          | CAYC                      | CBDC                         | CBDC                          | CBAA, CBAB, CFFB                         | CBAA, CBAB, CFFB              | CBBB, CFGB                   |
| Motortype                                      | R4-dieselmotor            | R4-dieselmotor               | R4-dieselmotor                | R4-dieselmotor            | R4-dieselmotor               | R4-dieselmotor                | R4-dieselmotor                           | R4-dieselmotor                | R4-dieselmotor               |
| Antal ventiler pr. cylinder                    | 4                         | 4                            | 4                             | 4                         | 4                            | 4                             | 4                                        | 4                             | 4                            |
| Ventilstyring                                  | DOHC, tandrem             | DOHC, tandrem                | DOHC, tandrem                 | DOHC, tandrem             | DOHC, tandrem                | DOHC, tandrem                 | DOHC, tandrem                            | DOHC, tandrem                 | DOHC, tandrem                |
| Fødesystem                                     | Commonrail                | Commonrail                   | Commonrail                    | Commonrail                | Commonrail                   | Commonrail                    | Commonrail                               | Commonrail                    | Commonrail                   |
| Trykladning                                    | Turbolader, ladeluftkøler | Turbolader, ladeluftkøler    | Turbolader, ladeluftkøler     | Turbolader, ladeluftkøler | Turbolader, ladeluftkøler    | Turbolader, ladeluftkøler     | Turbolader, ladeluftkøler                | Turbolader, ladeluftkøler     | Turbolader, ladeluftkøler    |
| Køling                                         | Vandkøling                | Vandkøling                   | Vandkøling                    | Vandkøling                | Vandkøling                   | Vandkøling                    | Vandkøling                               | Vandkøling                    | Vandkøling                   |
| Boring × slaglængde                            | 79,5 × 80,5 mm            | 79,5 × 80,5 mm               | 79,5 × 80,5 mm                | 79,5 × 80,5 mm            | 81,0 × 95,5 mm               | 81,0 × 95,5 mm                | 81,0 × 95,5 mm                           | 81,0 × 95,5 mm                | 81,0 × 95,5 mm               |
| Slagvolume                                     | 1598 cm³                  | 1598 cm³                     | 1598 cm³                      | 1598 cm³                  | 1968 cm³                     | 1968 cm³                      | 1968 cm³                                 | 1968 cm³                      | 1968 cm³                     |
| Kompressionsforhold                            | 16,5:1                    | 16,5:1                       | 16,5:1                        | 16,5:1                    | 16,5:1                       | 16,5:1                        | 16,5:1                                   | 16,5:1                        | 16,5:1                       |
| Maks. effekt ved omdr./min.                    | 66 kW (90 hk) /4200       | 77 kW (105 hk) /4400         | 77 kW (105 hk) /4400          | 77 kW (105 hk) /4400      | 81 kW (110 hk) /4200         | 81 kW (110 hk) /4200          | 103 kW (140 hk) /4200                    | 103 kW (140 hk) /4200         | 125 kW (170 hk) /4200        |
| Maks. drejningsmoment ved omdr./min.           | 230 Nm /1500−2500         | 250 Nm /1500−2500            | 250 Nm /1500−2500             | 250 Nm /1500−2500         | 250 Nm /1500−2500            | 250 Nm /1500−2500             | 320 Nm /1750−2500                        | 320 Nm /1750−2500             | 350 Nm /1750−2500            |
| Udstødningsnorm                                | Euro5                     | Euro5                        | Euro5                         | Euro5                     | Euro5                        | Euro5                         | Euro5                                    | Euro5                         | Euro5                        |
| Kraftoverførsel                                |                           |                              |                               |                           |                              |                               |                                          |                               |                              |
| Drivende hjul (standardudstyr)                 | Forhjul                   | Forhjul                      | Forhjul                       | Forhjul                   | Forhjul                      | Forhjul                       | Forhjul                                  | Forhjul                       | Forhjul                      |
| Drivende hjul (ekstraudstyr)                   | –                         | –                            | –                             | –                         | –                            | –                             | Alle                                     | –                             | –                            |
| Gearkasse (standardudstyr)                     | 5-trins manuel            | 5-trins manuel               | 5-trins manuel                | 5-trins manuel            | 5-trins manuel               | 5-trins manuel                | 6-trins manuel                           | 6-trins manuel                | 6-trins manuel               |
| Gearkasse (ekstraudstyr)                       | –                         | 7-trins DSG                  | 7-trins DSG                   | –                         | 6-trins DSG                  | –                             | 6-trins DSG                              | 6-trins DSG                   | 6-trins DSG                  |
| Præstationer1                                  |                           |                              |                               |                           |                              |                               |                                          |                               |                              |
| Topfart                                        | 178 km/t                  | 189 km/t                     | 189 km/t                      | 190 km/t                  | 193 km/t                     | 190 km/t                      | 209 km/t [206 km/t]                      | 209 km/t                      | 222 km/t (220 km/t)          |
| Acceleration 0-100 km/t                        | 12,9 sek.                 | 11,3 sek. (11,2 sek.)        | 11,3 sek. (11,2 sek.)         | 11,3 sek.                 | 10,7 sek.                    | 10,7 sek.                     | 9,3 sek. [9,4 sek.]                      | 9,3 sek.                      | 8,1 sek.                     |
| Brændstofforbrug pr. 100 km ved blandet kørsel | 4,5 liter Diesel          | 4,5 liter (4,7 liter) Diesel | 4,1 liter (4,2 liter) Diesel  | 3,8 liter Diesel          | 4,9 liter (5,3 liter) Diesel | 4,5 liter Diesel              | 4,8 liter (5,3 liter) [5,5 liter] Diesel | 4,3 liter (4,9 liter) Diesel  | 5,3 liter (5,6 liter) Diesel |
| CO2-udslip ved blandet kørsel                  | 118 g/km                  | 119 g/km (123 g/km)          | 107 g/km (109 g/km)           | 99 g/km                   | 128 g/km (140 g/km)          | 119 g/km                      | 126 g/km (127 g/km) [143 g/km]           | 114 g/km                      | 139 g/km (147 g/km)          |

## Motorsport
Under mottoet 35 Jahre GTI udviklede Volkswagen Motorsport en rallybil med firehjulstræk på basis af Golf VI, som blev indsat i 24-timersløbet på Nürburgring i 2011. Denne bil blev af fabrikken betegnet Volkswagen Golf24 og var udstyret med en 2,5-liters femcylindret turbomotor med en effekt på 324 kW (440 hk). Dens maksimale drejningsmoment var 540 Nm.

## Priser
- 2008: Das Goldene Lenkrad 2008 (kompaktklasse)
- 2009: Top Safety Pick 2010[18]

## Tilbagekaldelser
- Den 16. februar 2011 offentliggjorde det tyske Kraftfahrt-Bundesamt en tilbagekaldelse for årgangene 2008 og 2009, da der på biler med DSG-gearkasse kunne forekomme en fejlfortolkning af koblingstemperaturen i gearkassestyreenheden, hvilket kunne udløse en åbning af koblingen.[19]
- I starten af 2012 blev ca. 300.000 Volkswagen-biler (Eos, Golf, Jetta, Passat, Scirocco, Tiguan og T5) med 2,0-liters TDI-dieselmotoren tilbagekaldt på grund af en mulig fejl på indsprøjtningsledningerne.[20]